# سامانه موقعیت‌یاب جهانی
سامانهٔ موقعیت‌یابی جهانی (به انگلیسی: Global Positioning System) با سرواژه جی‌پی‌اس (به اختصار: GPS) سامانه‌ای برای یافتن موقعیت جغرافیایی است. این سامانه متشکل از ۲۴ ماهواره است که زمین را دور می‌زنند و در هر مدار ۴ ماهواره قرار دارد. راکتهای کوچکی این ماهواره‌ها را در مسیر درست نگاه می‌دارد. به این ماهواره‌ها نَو اِستار (NAVSTAR) گفته می‌شود. این ماهواره‌ها از محاسبات ریاضی ساده‌ای برای پخش اطلاعات استفاده می‌کنند که به عنوان طول و عرض و بلندی جغرافیایی گیرنده‌های روی زمین نشان داده می‌شوند.
سامانه جی‌پی‌اس بدون وابستگی به گیرنده‌های تلفن یا اینترنت عمل می‌کند. با این فناوری‌ها می‌توان اطلاعات دریافتی از این سامانه موقعیت‌یاب را بهتر و کاربردی‌تر کرد. سامانه جی‌پی‌اس می‌تواند توانایی حیاتی در زمینه موقعیت‌یابی برای کاربری نظامی یا همگانی در سراسر جهان فراهم کند.
پروژه جی‌پی‌اس در سال ۱۹۷۳ و توسط ایالات متحده آمریکا برای غلبه بر محدودیت‌های سامانه‌های موقعیت‌یابی پیشین، آغاز شد. وزارت دفاع ایالات متحده آمریکا سامانه‌ای را توسعه داد که به شکل پیش‌فرض ۲۴ ماهواره را به کار می‌برد. طراحی و توسعه و پشتیبانی این سامانه بر عهده وزارت دفاع ایالات متحده است.
جی‌پی‌اس در هر زمان و در همه جهان قابل استفاده‌است و هیچ هزینه‌ای برای این خدمات گرفته نمی‌شود. ماهواره‌های جی‌پی‌اس، هر روز دو بار در یک مدار دقیق به دور زمین می‌چرخند و سیگنالهای اطلاعات را به زمین و فضامی‌فرستند.

## پیشینه
از آغاز دهه ۱۹۶۰ (میلادی)، نیروی هوایی ایالات متحده آمریکا و نیروی دریایی ایالات متحده آمریکا همواره در حال بررسی یا اقدام برای دستیابی به یک سامانه ناوبری ماهواره‌ای بودند. نیروی دریایی دو طرح عمده Transit و Timation را در دست داشت. Transit توسط آزمایشگاه‌های فیزیک کاربردی جان هاپکینز (APL) طراحی و در سال ۱۹۶۴ به حالت عملیاتی درآمد. این سامانه اکنون اطلاعات ناوبری سطح را به‌صورت ۲ بعدی (طول و عرض جغرافیایی) و بر مبنای اصول شیفت داپلر برای کاربران دریانوردی فراهم می‌آورد. سامانه Timation طرحی پژوهشی با فناوری پیشرفته از آزمایشگاه تحقیقات نیروی دریایی ایالات متحده (NRL) بود که یک سامانه ناوبری دوبعدی (طول و عرض جغرافیایی) را بر مبنای زمان‌سنجی دقیق ارائه می‌کرد. در همین دوره زمانی، نیروی هوایی نیز پژوهشی را برای ارائه یک سامانه ناوبری سه‌بعدی (طول و عرض جغرافیایی و بلندی) به نام 621B انجام می‌داد. این سامانه بر مبنای فاصله‌یابی ماهواره‌ای به کمک «دنباله‌های دیجیتال قابل تکرار» و «نویز شبه تصادفی» (PRN) پایه‌ریزی شده بود.
نخستین ماهواره جی‌پی‌اس در سال ۱۹۷۸ با موفقیت به فضای بیرونی پرتاب شد. هدف اصلی و نخستین از طراحی جی‌پی‌اس، اهداف نظامی بود. اما از سال ۱۹۸۰ به بعد برای استفاده‌های غیرنظامی نیز در دسترس قرار گرفت. این سامانه در سال ۱۹۹۵ و با تکمیل شمار ماهواره‌ها به توان پیش‌بینی شده خود دست یافت. افتخار اختراع این سامانه به راجر ال ایستون، ایوان ای گتینگ و برادفورد پارکینسون از آزمایشگاه فیزیک پیشرفته ایالات متحده تعلق دارد.
در آغاز، نیروی هوایی آمریکا تلاش کرد دو سیگنال دقیق و واضح برای استفاده نظامی و یک سیگنال ضعیف شده و با کیفیت پایین‌تر برای کاربردهای همگانی بفرستد. اما شرکت‌ها راه‌های هوشمندانه‌ای برای دریافت سیگنال‌های باکیفیت، پیدا کنند؛ زیرا دستیابی به سیگنال‌های باکیفیت، به توسعه کار این شرکت‌ها کمک می‌کرد. در نهایت در سال ۲۰۰۰ (میلادی) ریاست‌جمهوری بیل کلینتون سیگنال با کیفیت بالا را در اختیار همگان قرار داد.

## نسل تازه
پیشرفت‌های فناوری و نیازهای تازه باعث تمایل زیادی برای ارتقا و به‌روزرسانی سامانه موجود و توسعه نسل تازه ماهواره‌ها با عنوان جی‌پی‌اس بلوک ۳ آ و نسل تازه سامانه‌های کنترل عملیاتی (OCX) شده‌اند. این تغییرات از سال ۱۹۹۸ با دستور کاخ سفید آغاز شده و در سال ۲۰۰۰ با تصویب کنگره ایالات متحده آمریکا عملیاتی شدند و در نهایت به جی‌پی‌اس ۳ انجامید.

## مشخصات فنی

### مشخصات کلی
- تکمیل کانال ۲۴ (NAVSTAR) عددی ماهواره‌ای: ۱۹۹۴
- تکمیل کانال ۲۹ عددی ماهواره:
- عرض هر ماهواره: ۱۸/۵ متر
- طول باتری‌های خورشیدی: ۵/۵ متر

## ساختار جی‌پی‌اس
جی‌پی‌اس امروزی از سه بخش اساسی بخش فضایی، بخش کنترل و بخش کاربر تشکیل شده‌است.
بخش‌های کنترل و فضایی توسط نیروی هوایی ایالات متحده آمریکا پایه‌گذاری شده و توسعه یافته‌اند و اکنون نیز به کار خود ادامه می‌دهند. امواج منتشر شده از فضا توسط ماهواره‌های جی‌پی‌اس، توسط گیرنده‌های جی‌پی‌اس دریافت می‌شوند؛ این گیرنده‌ها در اختیار انواع کاربران قرار دارند و برای محاسبه موقعیت سه‌بعدی (طول و عرض جغرافیایی و بلندی) محل مورد نظر و زمان به کار می‌روند.
- بخش فضایی (Space Segment): از ۲۴ تا ۳۲ ماهواره تشکیل شده که در مدار میانی زمین (Medium Earth Orbit) قرار گرفته‌اند و همچنین شامل تأسیساتی هم می‌شود که برای آماده‌سازی و پرتاب آن‌ها به کار می‌روند.
- بخش کنترل (Control Segment): از یک ایستگاه اصلی کنترل زمینی MCU) Master Control Station)، یک ایستگاه اصلی کنترل زمینی دیگر به عنوان پشتیبان، یک میزبان آنتنهای اختصاصی و اشتراکی برای سامانه و ایستگاه‌های پایش تشکیل شده‌است.
- بخش کاربری (User Segment): از صدها هزار کاربر نظامی آمریکایی و متحدان آن که از جی‌پی‌اس کدگذاری شده برای تعیین موقعیت دقیق استفاده می‌کنند و صدها میلیون کاربر مدنی، عمومی یا علمی تشکیل شده‌است که از امکانات موقعیت‌یابی استاندارد استفاده می‌کنند.

### بخش فضایی
بخش فضایی (Space Segment) از ماهواره‌های مستقر در مدار زمین تشکیل شده‌است که به اختصار ماشین‌های فضایی (Space Vehicle) نیز نامیده می‌شوند. در طراحی نخستین جی‌پی‌اس، بیست وچهار ماشین فضایی مورد نیاز بود که در هشت مدار دایره‌ای و در هر مدار حداکثر سه ماهواره قرار می‌گرفتند. بعدها این طرح تبدیل به شش مدار شد و در هر مدار حداکثر چهار ماشین فضایی در نظر گرفته شد.
نقشه شش‌مداری حداکثر ۵۵ درجه انحراف مداری دارد که هر مدار ۶۰ درجه فاصله از گره نزولی دارد. زمان مداری نصف یک روز نجومی است؛ معنی آن این است که روزانه حدود ۱۱ ساعت و ۵۸ دقیقه طول می‌کشد تا ماهواره از روی مکان قبلی یا تقریباً نزدیک آن عبور کند.
مدارها به شکلی تنظیم شده‌اند که در همه ساعات شبانه روز و تقریباً از همه نقاط سطح زمین، دستکم ۶ ماهواره در خط دید باشند. برای دستیابی به این موضوع، فاصله یکسانی برای ماهواره‌های موجود در مدار مشترک در نظر گرفته نشده‌است (با هم ۹۰ درجه نیستند). اگر ساده‌تر در نظر بگیریم فاصله زاویه‌ای بین بین ماهواره‌ها به شکل ۳۰، ۱۰۵، ۱۲۰، ۱۰۵ درجه است که در مجموع ۳۶۰ درجه می‌شود.
بلندی مداری حداکثر حدود ۲۰۲۰۰ کیلومتر است، یعنی شعاع مداری حداکثر ۲۶۶۰۰ کیلومتر است. هر ماشین فضایی، در هر روز نجومی دو بار و همان مسیر قبلی را نسبت به زمین می‌پیماید. این مسئله مخصوصاً هنگام ارتقا و تکمیل سامانه خیلی کمک‌کننده بود. چرا که حتی فقط با ۴ ماهواره و جاگیری درست، هر چهار ماهواره در طی چند ساعت، از یک نقطه خاص قابل دید بودند. برای عملیات‌های نظامی، تکرار گذرهای زمینی از یک منطقه می‌تواند منجر به اطمینان از پوشش خوب منطقه نبرد باشد.
در فوریه ۲۰۱۶، ۳۲ ماهواره در سامانه جی‌پی‌اس حضور داشتند که ۳۱ ماهواره، فعال بودند. ماهواره‌های اضافی، دقت محاسبات گیرنده‌های جی‌پی‌اس برای اندازه‌گیری‌های دقیق را افزایش می‌دهند. با افزایش شمار ماهواره‌ها چینش آن‌ها در مدارها به شکل ناهمسانی تغییر کرد. مزیت این شکل از چینش نسبت به فرم استاندارد این است که در صورت از دست رفتن یکی از ماشین‌ها فضایی (عدم کارکرد درست)، کارایی سامانه، کاهش نمی‌یابد. با وضعیت امروزی از هر نقطه زمین و در هر زمانی در حدود ۹ ماهواره به شکل هم‌زمان در خط دید قرار دارند. این امر باعث افزایش چشمگیر اعتماد به دقت، نسبت به حضور دستکم ۴ ماهواره، برای تعیین مکان می‌شود.

### کنترل زمینی
بخش کنترل، این بخش شامل ایستگاه‌های کنترل زمینی است که دارای مختصات معلوم هستند و موقعیت آن‌ها از طریق روش‌های کلاسیک تعیین موقعیت نظیر روش VLBI (تعیین فواصل بلند توسط کوازارها) و روش SLR (فاصله سنجی ماهواره‌ای با امواج لیزر) بدست آمده‌است. این ایستگاه‌ها وظیفه تعقیب چندجمله‌ایِ ریاضی به طریق کمترین مربعات، پارامترهای مداری (افمریزها) و موقعیت ماهواره‌ها را نسبت به یک سامانه مختصات ژئودتیک ژئوسنتریک (مبدأ سامانه مختصات تقریباً در مرکز زمین قرار دارد) محاسبه می‌نماید.
شمار این ایستگاه‌های زمینی ۵ عدد است که ایستگاه اصلی آن با نام «کلرادو اسپرینگ» در آمریکا قرار دارد و ۴ ایستگاه فرعی دیگر در نقاط دیگر کره زمین مستقر هستند.

### بخش کاربری
آخرین بخش از سامانه جی‌پی‌اس، قسمتِ کاربران سامانه است که خود شامل دو بخش است:
1. آنتن دریافت‌کننده اطلاعات ارسالی از ماهواره‌ها
2. گیرنده (پردازش‌کننده اطلاعات دریافتی و تعیین‌کننده موقعیت محل آنتن)

نرم‌افزار و ریزپردازنده درون گیرنده، فاصله بین آنتن زمینی تا ماهواره‌های مرتبط با گیرنده را تعیین می‌کند. سپس با استفاده از دستکم ۴ ماهواره موقعیت طول و عرض و بلندی، محل استقرار آنتن یا همان گیرنده تعیین می‌شود.
نکته مهم، این است که بلندیی که جی‌پی‌اس به ما می‌دهد با بلندی موجود در نقشهها و اطلسها فرق می‌کند. بلندی جی‌پی‌اس نسبت به سطح مبنایی به نام بیضوی است. در حالی که بلندی موجود در نقشه‌ها بلندی اورتومتریک است که از سطح دریاهای آزاد محاسبه می‌شود. اندازه این اختلاف در بیش‌ترین حالت در حدود ۱۰۰ متر است.
| گروه | دوره پرتاب  | پرتاب‌های انجام‌شده | پرتاب‌های انجام‌شده   | پرتاب‌های انجام‌شده | پرتاب‌های انجام‌شده | هم‌اکنون در حال کار |
| گروه | دوره پرتاب  | پرتاب‌های موفق     | پرتاب‌های شکست خورده | در حال آماده‌سازی  | برنامه‌ریزی‌شده     | هم‌اکنون در حال کار |
| --- | ----------- | ----------------- | ------------------- | ----------------- | ----------------- | ------------------ |
| I | ۱۹۷۸–۱۹۸۵   | ۱۰                | ۱                   | ۰                 | ۰                 | ۰                  |
| II | ۱۹۸۹–۱۹۹۰   | ۹                 | ۰                   | ۰                 | ۰                 | ۰                  |
| IIA | ۱۹۹۰–۱۹۹۷   | ۱۹                | ۰                   | ۰                 | ۰                 | ۰                  |
| IIR | ۱۹۹۷–۲۰۰۴   | ۱۲                | ۱                   | ۰                 | ۰                 | ۱۲                 |
| IIR-M | ۲۰۰۵–۲۰۰۹   | ۸                 | ۰                   | ۰                 | ۰                 | ۷                  |
| IIF | ۲۰۱۰–۲۰۱۶   | ۱۲                | ۰                   | ۰                 | ۰                 | ۱۲                 |
| IIIA | از سال ۲۰۱۸ | ۲                 | ۰                   | ۵                 | ۳                 | ۲                  |
| IIIF | —           | ۰                 | ۰                   | ۰                 | ۲۲                | ۰                  |
| جمع | جمع         | ۷۲                | ۲                   | ۵                 | ۲۵                | ۳۳                 |
| (آخرین به‌روزرسانی: ۲۲ اوت ۲۰۱۹) ۸ ماهواره در گروه IIA به صورت برعکس، قرار گرفته‌اند. ماهواره USA-۲۰۳ از گروه IIR-M درست کار نمی‌کند. برای فهرست کامل، فهرست ماهواره‌های جی‌پی‌اس را ببینید. |             |                   |                     |                   |                   |                    |

## دقت اندازه‌گیری
دستگاه‌های جی‌پی‌اس انواع و مدل‌های گوناگونی دارند و در وسایل گوناگونی استفاده می‌شوند؛ ولی یکی از جاهایی که بیشتر در آن استفاده می‌شود گوشی‌های تلفن همراه است که دقت آن در شرایط گوناگون متفاوت است.
برای نمونه:
فضای باز = بین ۳ تا ۷ متر
درون ماشین = ۵ تا ۱۰ متر
درون خانه ۲ طبقه = ۲۰ تا ۵۰ متر
درون آپارتمان = ۵۰۰ تا ۱۰۰۰ متر و در شرایطی قطع
در جنگل = ۱۰۰ تا ۲۰۰ متر
درون هواپیما = ۵۰ متر در شرایطی قطع نصفی

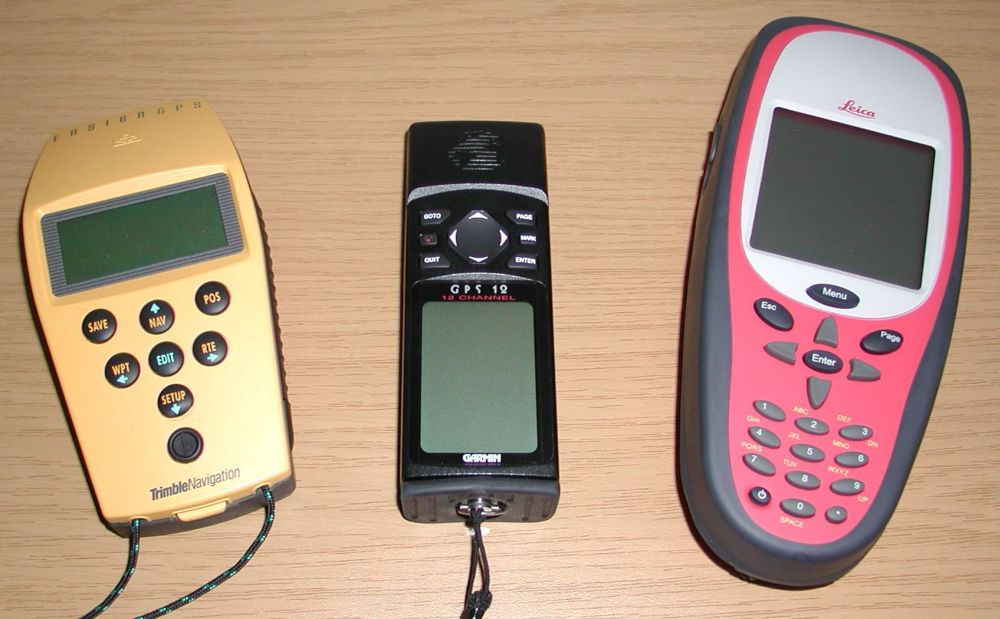
چند نمونه از گیرنده‌های جی‌پی‌اس

دم پنجره درون هواپیما = ۱۵ تا ۳۰ متر
درون تونل = قطع کامل
بر پشت بام آپارتمان = ۲ تا ۴ متر
زیر پلها = قطع کامل

## کاربردهای عمومی
اساس کار دستگاه موقعیت‌یاب (جی‌پی‌اس) تعیین موقعیت است و این کار با دریافت امواج ماهواره‌های موقعیت‌یاب که در مدارهایی به دور کره زمین در چرخش هستند، انجام می‌شود. برای تعیین موقعیت، گیرنده موقعیت‌یاب زمان‌های دریافت شده را با زمان خود مقایسه می‌کند. تفاوت این دو مشخص‌کننده فاصله گیرنده موقعیت‌یاب از ماهواره مزبور است. این عملی است که دقیقاً یک گیرنده موقعیت‌یاب انجام می‌دهد.
با استفاده از دستکم سه ماهواره یا بیشتر، موقعیت‌یاب می‌تواند طول و عرض جغرافیایی مکان خود را تعیین نماید. (که آن را تعیین دوبعدی می‌نامند) و با تبادل با چهار (و یا بیشتر) ماهواره یک موقعیت‌یاب می‌تواند موقعیت سه‌بعدی مکان خود را تعیین نماید که شامل طول و عرض جغرافیایی و بلندی است. با انجام پیوسته این محاسبات، موقعیت‌یاب می‌تواند سرعت و برای حرکت خود را نیز به دقت مشخص نماید. امروزه در بعضی مکان‌های ایران، امکان دریافت اطلاعات تا ۱۰ ماهواره و دستکم دسترسی به ۴ تا ۵ ماهواره در هر زمان از شبانه روز و در هر مکان وجود دارد. هر قدر شمار ماهواره‌های قابل مشاهده بیشتر شود معادلات اساسی تعیین موقعیت بیشتر خواهند شد و بنابراین زمان لازم برای تعیین موقعیت یک نقطه کاهش یافته و دقت تعیین موقعیت نیز افزایش خواهد یافت.
نکته مهم این است که بلندیی که موقعیت‌یاب به ما می‌دهد با بلندی موجود در نقشه‌ها و اطلس‌ها فرق می‌کند. بلندی موقعیت‌یاب بلندی ژئودتیک است که نسبت به سطح مبنایی به نام بیضوی مقایسه اندازه‌گیری می‌شود، در حالی که بلندی موجود در نقشه‌ها بلندی اورتومتریک یا بلندی از سطح ژئوئید است که از سطح دریاهای آزاد محاسبه می‌شود. مقدار اختلاف این دو مقیاس در بیشترین حالت حدود ۱۰۰ متر است. موقعیت‌یاب اطلاعات موقعیتی را توسط اعداد و در یک سامانه مختصاتی بیان می‌کند. امروزه پرکاربردترین سامانه‌های مختصاتی Lat-Lon و UTM هستند.
دستگاه جی‌پی‌اس یک رایانه کوچک است که برای انجام امور خاصی برنامه‌ریزی شده‌است؛ بنابراین این رایانه با داشتن مختصات شما می‌تواند کارهای دیگری هم انجام بدهد؛ مثلاً می‌تواند زمان طلوع و غروب خورشید را در موقعیت شما بگوید. همچنین زمان طلوع و غروب ماه. شاید خیلی جالب باشد ولی جی‌پی‌اس می‌تواند زمان باقی‌مانده برای رسیدن به مقصد مورد نظر را با توجه به سرعت شما محاسبه کند. همچنین میانگین سرعت شما، بیشترین سرعت، میانگین سربالایی و سرازیری مسیر، سرعت عمودی، موقعیت منطقه از نظر شکار و ماهیگیری و شکار در هر نقطه جهان، محاسبه مساحت یک نقطه ناشناخته و برگرداندن شما از مسیر آمده را نیز می‌تواند انجام دهد.

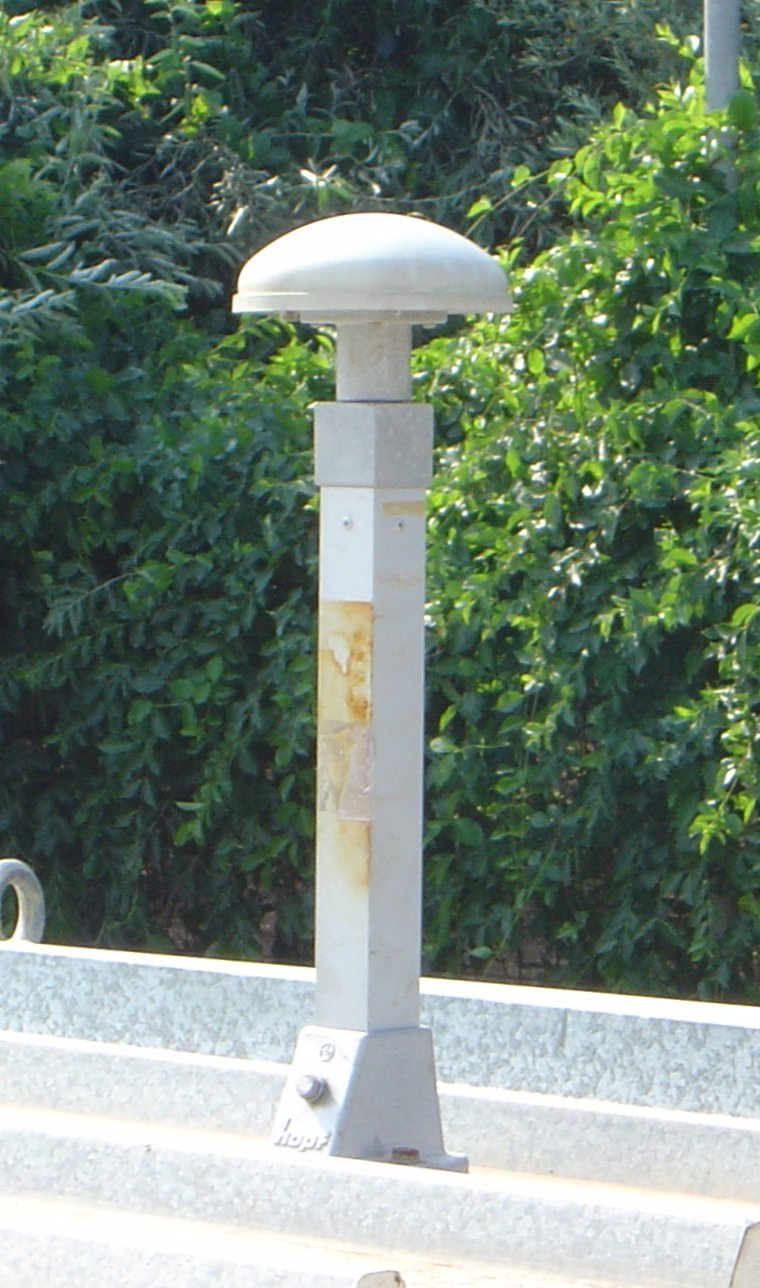
این آنتن بر بام خانه‌ای نصب است که در آن آزمایش‌های علمی انجام می‌شود که به زمان‌سنجی دقیقی نیاز دارد

## کاربردهای ویژه
- نقشه‌برداری
- پروژه‌های عمرانی
- کوهنوردی
- کایت‌سواری
- سفر در مناطق ناشناخته
- کشتی‌رانی
- قایق‌رانی
- عملیات نجات هنگام وقوع سیل و زلزله
- کنترل ترافیک
- تجاری

## دیگر سامانه‌ها
سامانه‌های مشابهی نیز وجود دارند که در حال استفاده یا طراحی هستند. برخی از این سامانه‌ها ماهواره‌ای و برخی دیگر، زمینی هستند. برخی کشورها نیز برای خود، سامانه موقعیت‌یاب جداگانه و محلی دارند. سامانه روسی گلوناس مهم‌ترین آنهاست که تقریباً هم‌زمان با جی‌پی‌اس پیشرفت کرده اما از سال ۲۰۰۸ به بهره‌برداری کامل رسیده‌است. دقت گلوناس به اندازه سامانه جی‌پی‌اس نیست.
- سامانهٔ گلوناس که دولت اتحاد جماهیر شوروی سوسیالیستی ساخته و اکنون به‌دست کشور روسیه اداره می‌شود.
- سامانهٔ گالیلئو توسعه داده شده توسط اتحادیه اروپا است و کشورهای اسرائیل، هند، عربستان سعودی، کره جنوبی، اوکراین، چین و مراکش را پوشش می‌دهد.
- سامانهٔ بیدو (Beidou) که به صورت مستقل چین را پوشش می‌دهد.
- سامانهٔ سیستم ماهواره‌ای کواسی–زنیث در ژاپن
- سامانه ماهواره‌ای ناوبری منطقه‌ای هند

نمونه زمینی جی‌پی‌اس، سامانه ای‌لورن (eLoran) است که همه جهان را پوشش نمی‌هد.

## اختلال
سامانه موقعیت‌یاب جهانی (GPS) در برابر انواع مختلفی از اختلالات آسیب‌پذیر است. این اختلالات ممکن است عمدی یا غیرعمدی بوده و بر دقت، در دسترس بودن یا صحت سیگنال‌های GPS تأثیر بگذارند. مهم‌ترین انواع این اختلالات عبارتند از:
- جمینگ یا ارسال پارازیت: در این حمله، سیگنال‌های مزاحم با قدرت بالا در همان فرکانس GPS (معمولاً باند L1) منتشر می‌شود تا سیگنال اصلی را «خفه» کرده و از دسترسی گیرنده به اطلاعات موقعیت جلوگیری کند.[۹]

- اسپوفینگ یا جعل سیگنال: در این نوع حمله، سیگنال‌های جعلی GPS به‌گونه‌ای ارسال می‌شوند که گیرنده را فریب داده و به موقعیت یا زمان نادرست هدایت می‌کند.[۱۰]

- اختلالات طبیعی و سیستماتیک: عوامل محیطی مانند طوفان‌های خورشیدی، آشفتگی‌های یونوسفری و تغییرات تروپوسفری می‌توانند باعث تأخیر یا اعوجاج در سیگنال GPS شوند.